# Neglinge station
Neglinge station är en järnvägsstation på Saltsjöbanan i Neglinge, Nacka kommun.

## Historik
Stationen har funnits sedan 1894. Från stationen fanns det ett bispår till Pålnäsviken, spåret revs upp under 1970-talet. Stationen har två perronger. 2015 var den norra perrongen tillverkad helt i trä, medan den södra perrongens östra del består av betongsten och västra delen av trä.
Vid stationen  ligger Neglingedepån, där banans vagnhall och trafikledning är placerad. Avståndet till station Slussen är 14 kilometer.
Den 29 februari 1980 brann Neglinge stationshus och ställverket för hela Saltsjöbanan som fanns där. Detta medförde reducerad tågtrafik på Saltsjöbanan, kompletterad med ersättningsbussar, tills ett nytt stationshus och nytt ställverk hade byggts upp något år senare.

## Galleri

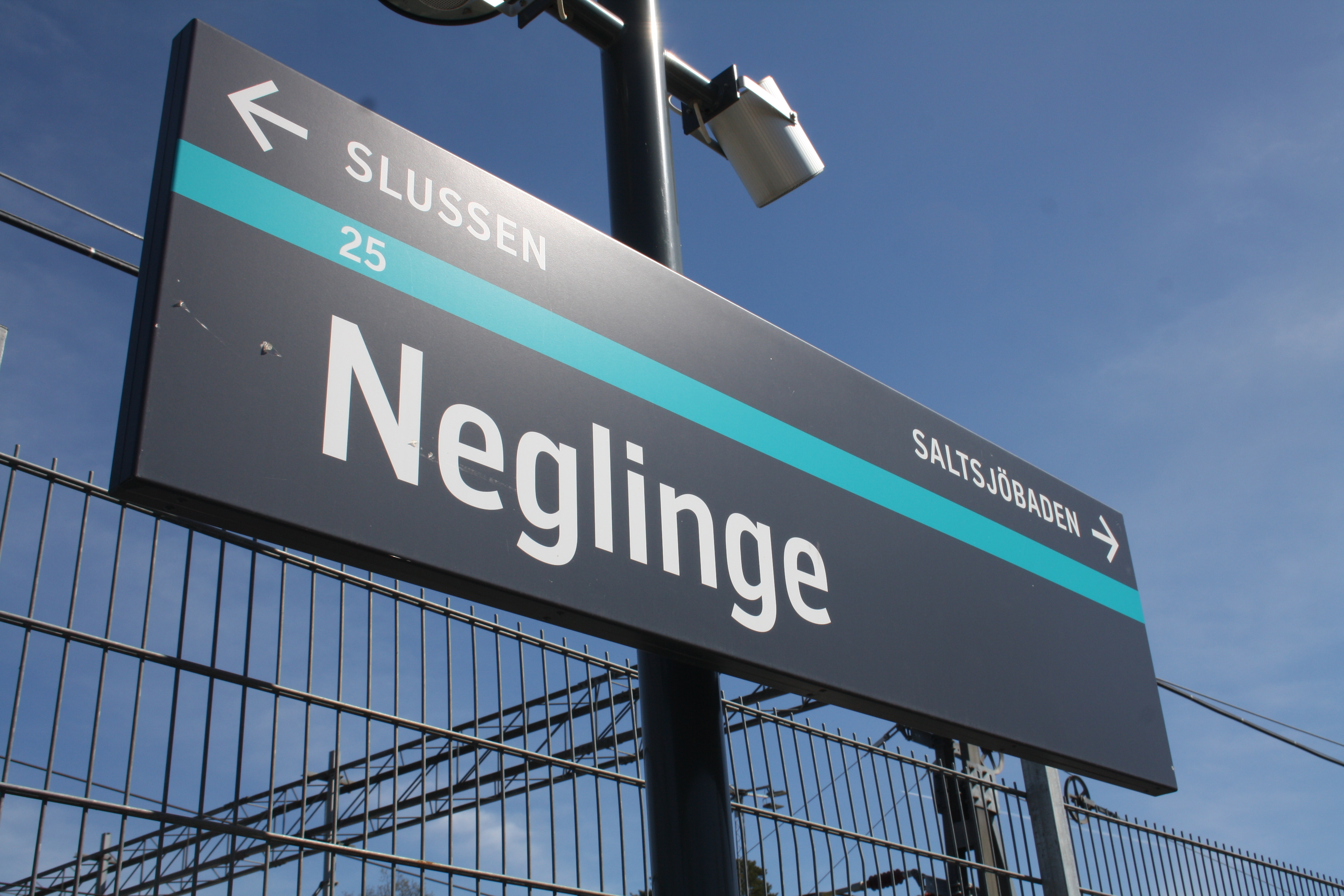
Stationsskylt
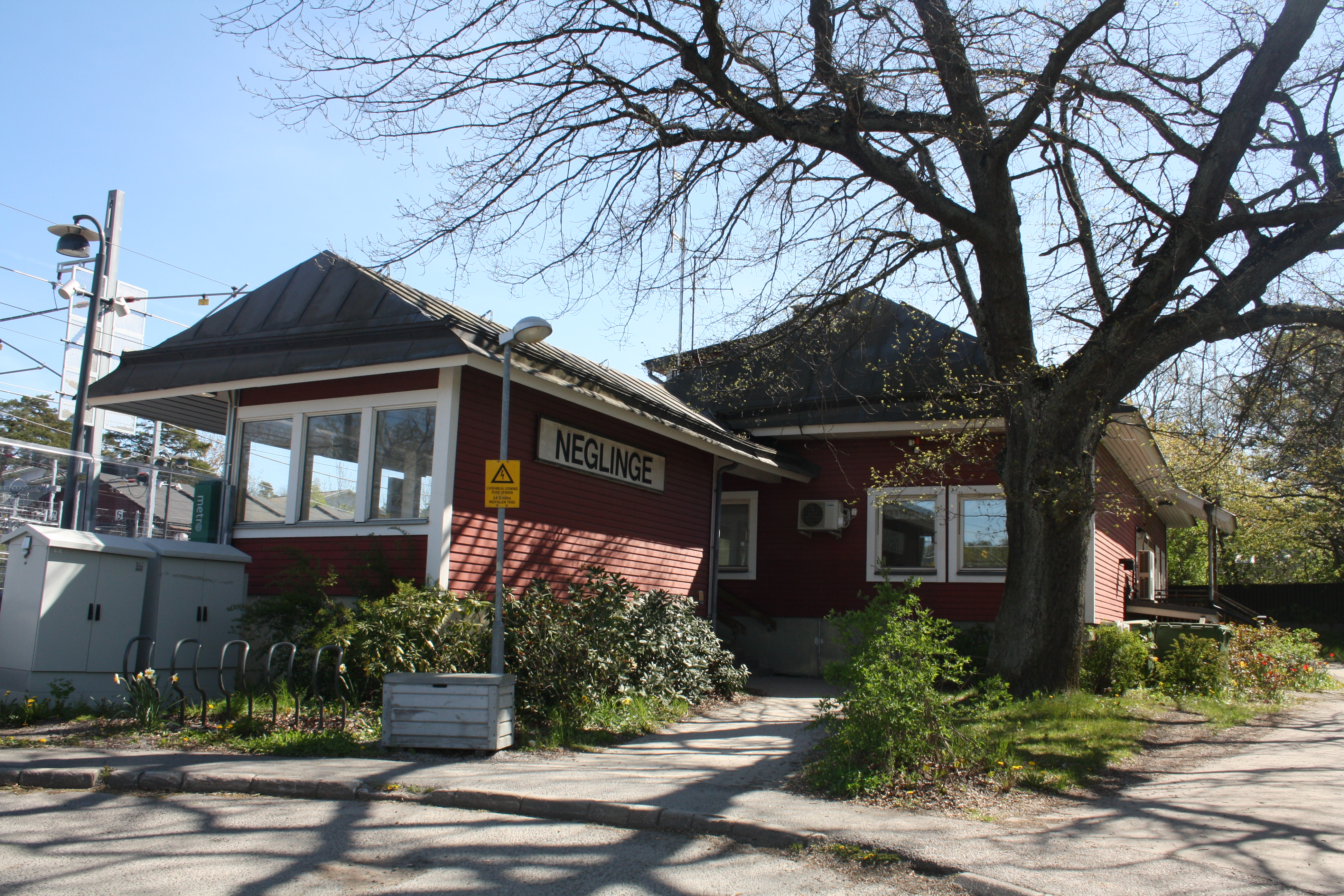
Stationshuset
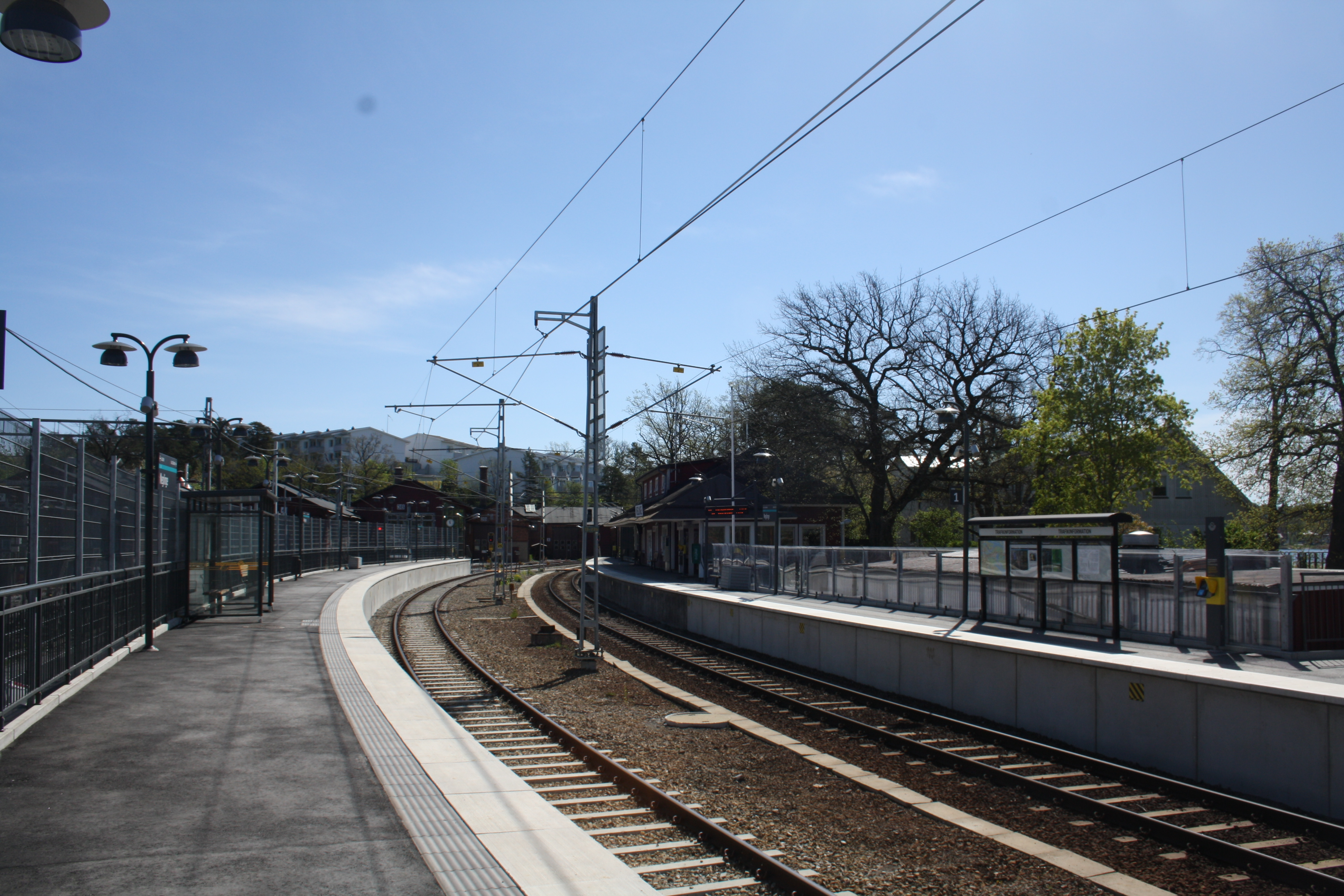
Perrongerna
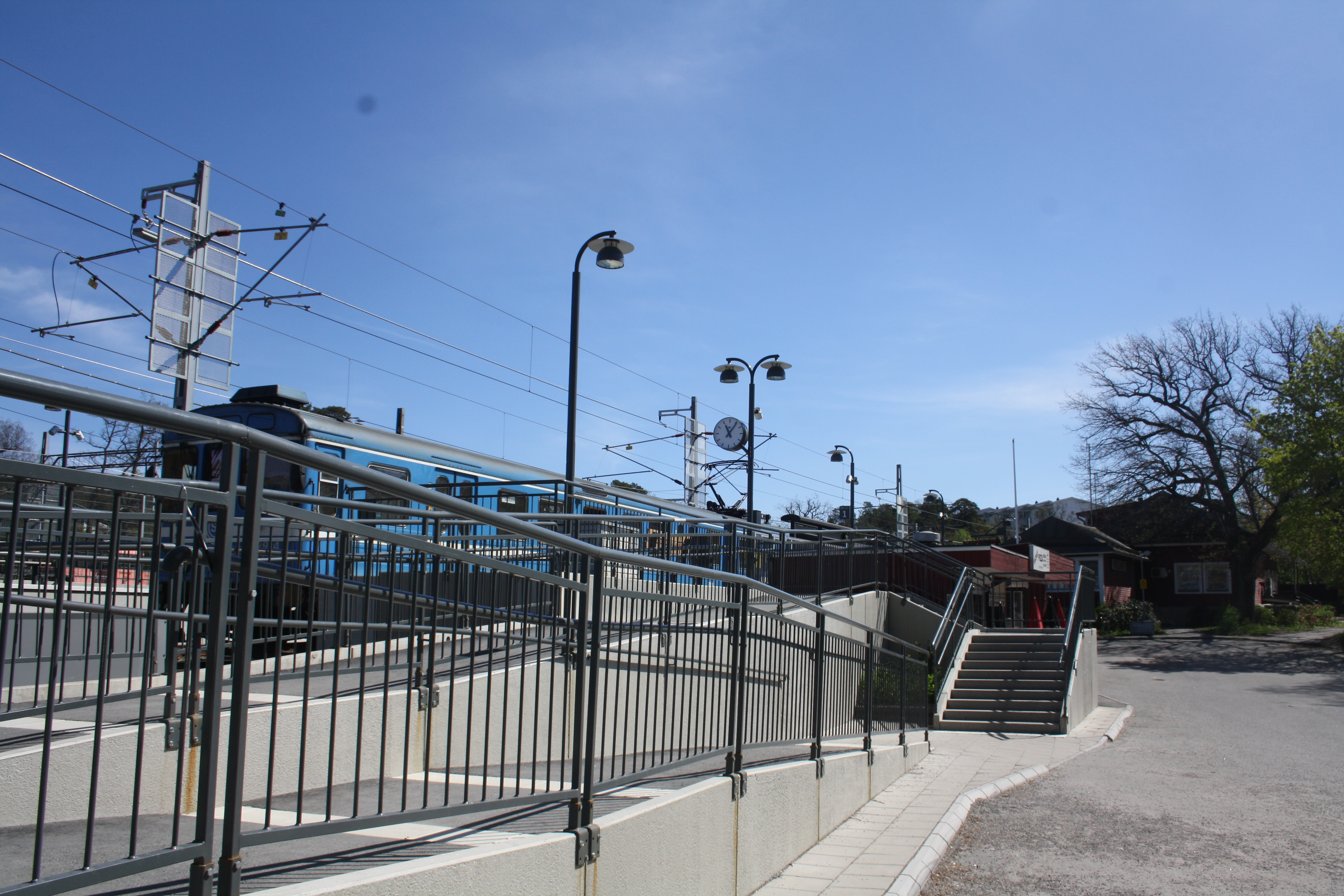
Stationen
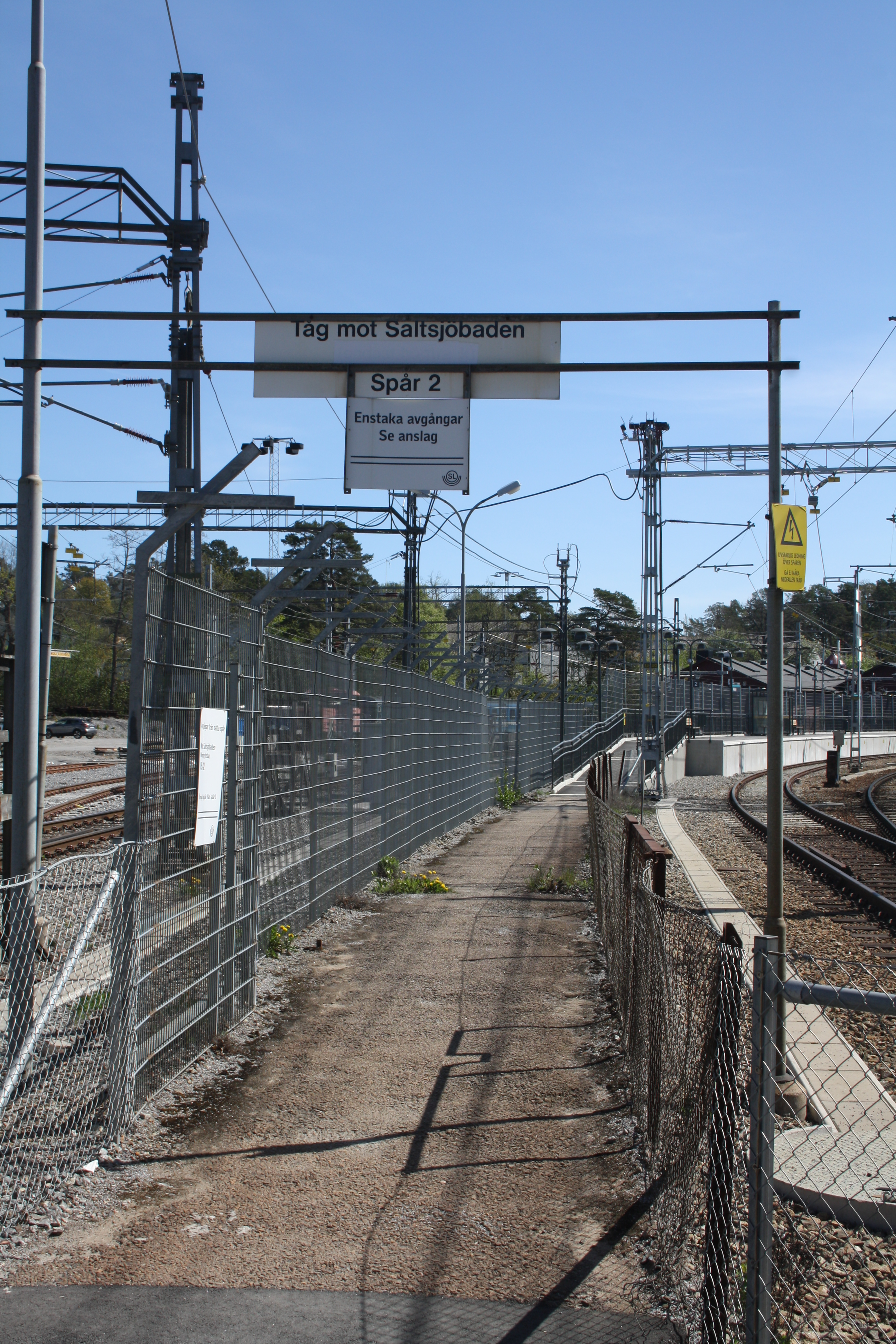
Gång till spår 2